# Каргаполов, Иван Фёдорович
Иван Фёдорович Каргаполов  (27 января 1936, Курганская область — 25 августа 2021, Каскара, Тюменская область) — советский и российский организатор сельскохозяйственного производства. Генеральный директор ЗАО «АФ „Каскара“». Председатель правления «СПК „Каскаринский“». Заслуженный работник сельского хозяйства РСФСР. Отличник народного просвещения РСФСР. Ветеран труда.

## Биография
Родился 27 января 1936 года в Курганской области. После окончания семилетки поступил в ремесленное училище, затем два года работал литейщиком на «Уралмаше». После работал в совхозе «Ворсихинский» где через 3 года сделал совхоз одним из лучших хозяйств страны, позже, этоо опыт пригодился в каскаре. До назначения директором в Каскаре, был директором совхоза «Борковский».
В 1965 году, когда сформировался совхоз «Каскаринский», Каргаполова назначили директором этого предприятия. Заслуженный работник сельского хозяйства Иван Фёдорович Каргаполов за время работы в агрофирме «Каскара» удостоен орденов «Знак почёта», Трудового Красного Знамени, «За заслуги перед Отечеством 4 степени», орденом Почёта, Возглавлял хозяйство до 2014 года, после ушёл на заслуженный отдых.
Скончался 25 августа 2021 года.

## Награды
- Орден За заслуги перед Отечеством IV степени (16.11.1995) — За заслуги перед государством, успехи, достигнутые в труде, большой вклад в укрепление дружбы и сотрудничества между народами.
- Орден Почёта (13.03.2002) — За высокие достижения в производственной деятельности, большой вклад в укрепление дружбы и сотрудничества между народами.
- Орден Трудового Красного Знамени (1986) — За большие трудовые заслуги перед Советским государством и обществом.
- Орден «Знак Почёта» (1979) — За внедрение в производство новой техники технологии, передового опыта в сфере животноводства.
- Медаль «В ознаменование 100-летия со дня рождения Владимира Ильича Ленина» (1970)
- Медаль «Ветеран труда»
- Заслуженный работник сельского хозяйства РСФСР (1985) — За заслуги в области сельского хозяйства и достигнутые трудовые успехи.
- Отличник народного просвещения РСФСР — За многолетнюю помощь Ембаевскому детскому дому.
- восемь раз Победитель социалистического соревнования — (1973—1980)